# Oberea pallida
Oberea pallida là một loài bọ cánh cứng trong họ Cerambycidae.